# Det går jo godt
"Det går jo godt" er det 22. afsnit af den danske tv-serie Matador. Det blev skrevet af Lise Nørgaard og instrueret af Erik Balling. 
Afsnittet foregår i 1945-1946.

## Handling
Efter sit slagtilfælde udtræder Viggo Skjold Hansen af Korsbæk Banks bestyrelse. Jørgen Varnæs får herefter mulighed for at atter at blive bestyrelsesmedlem, men den nye formand, murermester Jessen, er dog imod, da Jørgen var med til handlen af Havgården, hvor Jessen har penge i klemme.
Frk. Jørgensen, der har boet hos Violet Vinter flytter ind hos Agnes Jensen efter de har haft uoverensstemmelser.
Ulrik Varnæs har gjort pigen Maja gravid. Han forsøger at få sin far til at betale en abort, men han nægter, og Ulrik bliver derfor tvunget til at gifte sig med hende.
Til sin fars store skuffelse dropper Daniel Skjern ud fra handelsskolen for i stedet at lære haute couture.